# 中国国民党による一党独裁時代の台湾
中国国民党による一党独裁時代の台湾（ちゅうごくこくみんとうによるいっとうどくさいじだいのたいわん）では、1945年の中華民国による台湾光復から、1996年の直接総統選挙が行われるまでの間、中国国民党による一党独裁体制下にあった台湾を指す。
この記事では、1945年10月25日から1996年3月23日までの、台湾における中国国民党政権について述べる。

## 変遷

### 大戦の終結と台湾の返還
1945年7月26日に調印されたポツダム宣言を、同年8月15日に日本が受諾して第二次世界大戦が終結すると、同年9月2日に日本政府は降伏文書に調印した。
それを受けて、1945年9月9日に中華民国国民政府は南京で日本の現地軍の岡村寧次総司令官による降伏文書を受領した。そして、10月25日、台湾省行政長官に任命された陳儀は連合国の代表者として台北市の台北公会堂（現在の台北中山堂）にて日本領台湾の安藤利吉総督・台湾軍司令官兼第10方面軍総司令官による降伏文書を受領した。同日、国民政府は台湾・澎湖諸島に対する領土の主権が回復されたことを宣布し、台湾省を設置した。
しかし、国民政府は台湾地元民の政治参加を拒否したため、政治参加を拒否されたことに不満を持った民衆が国民政府と衝突した事件が1947年の二・二八事件である。

### 国共内戦と国連代表権問題
二・二八事件が起こった1947年、中国大陸で第二次国共内戦が起こっていた。1949年になると、毛沢東率いる中国人民解放軍が中華民国の首都・南京を制圧し、中華民国政府は崩壊状態に陥った。しかし、その際に中華民国政府の前総統・蔣介石が戦いを指揮し、政府は、広州、重慶、成都と各地に移転しながら抵抗した後、台湾の台北市に移転した。
その後、蔣介石は中華民国政府を再組織した上で、翌1950年3月1日に総統職に復職し、台湾での中華民国政府の活動を本格的に開始した。この過程で共産党の脅威を抵抗するために台湾は全域が戒厳状態とされ（台湾省戒厳令）、台湾の住民は政治的抑圧を1987年まで受け続けることとなった。一方、大陸では1949年10月1日に中国共産党によって中華人民共和国が成立した。
中華民国政府は中華人民共和国の成立を共産党の「反乱」と定義し、武力による大陸部の領土奪還（大陸反攻）を目指した。そのために蔣介石は中華民国政府の統治が及ぶ範囲で戒厳令を敷き、共産主義者や政府・中国国民党に反対する人々を投獄するなどの抑圧政策を行う一方で、国内の計画的な経済建設に着手して国力を蓄積していった。同時に、中華民国政府は「中国を統治する唯一の合法（正統）な政府」としての国際的地位を主張し、中華人民共和国と「中国を統治する政府」という国際的地位を巡って対立し続けた。その際に、中華民国政府と中華人民共和国政府は、「中国を統治する政府」としての観点から、相手政府が支配している領土の領有権を互いに主張しあったため、両政府の間では台湾海峡を挟んだ軍事的緊張が今なお続いている。
また、中華民国政府は国際社会における「中国を統治する唯一の合法（正統）な政府」としての地位を維持することに腐心しており、大幅に譲歩をした上で日本国と中華民国の平和条約を締結する一方で、中華人民共和国と国交を締結した国とは即座に国交を断絶するという「漢賊不両立」の政策を採ってきた。
だが、1971年に国連総会で決議されたアルバニア決議（中華民国追放・中華人民共和国招請」のアルバニア案が基）によって、国際連合での「中国」の代表権が中華民国政府から中華人民共和国政府へと移った。このアルバニア決議に伴い、日本やアメリカ合衆国などは中華民国に対し、「台湾」の名で国連に留まるよう説得したが、例に漏れず「漢賊不両立」の言い分の元に拒否し、中華民国は国連から脱退する事を宣言した。その事から、中華民国政府は「中国を統治する政府」として国際的に承認されなくなり、1972年9月の日中国交正常化に伴う日華平和条約の破棄によって日本との外交関係を失うなど、国際的な孤立状況に次第に陥ることとなった。

### 大陸反攻計画
蔣介石は台湾撤退後、「反攻大陸」とともに「反共」を国是とし、東アジアにおける「反共の砦」としての地位をアメリカに認めてもらうことで、中華民国の「中国を統治する政権」としての存在を持続させようとした。だが、アメリカは「反共の砦」としての存在の重要性を認識して軍事・経済的支援は行っていたものの、東アジアの地域情勢を混乱させる「反攻大陸」の実施には断じて反対していた。そのため、蔣介石は「反攻大陸」を実施する好機をうかがっていたものの、国際環境の影響からそれを実施することができないまま1975年4月5日に死去した。

### アジア四小龍
蔣介石の死後、副総統の厳家淦が総統に昇格した。そして、1978年からの10年間は蔣介石の長男である蔣経国が総統の地位を世襲したが、中華民国は1979年のアメリカとの外交関係の喪失によって一層国際的な孤立を深めていた。そのため、中華民国政府は経済的な実利を得ることで国際的に生存していく道を選択し、日本やアメリカなどとの経済交易をさせることで外貨の獲得に力を入れるようになった。台湾が「アジア四小龍」という新興経済国家に伸し上がった時期が、この蔣経国政権の時期である。

### 戒厳令の解除
一方、国内では国民党による一党独裁に対する反発が徐々に強まり、盟邦であるアメリカ合衆国のロナルド・レーガン政権からの有形無形の圧力や、ソビエト連邦のミハイル・ゴルバチョフ政権の「ペレストロイカ」と呼ばれる政治・外交改革の影響などから、1987年7月15日、戒厳令が解除された。それに伴う「動員戡乱時期国家安全法（国家安全法）」の成立により、新党結成も解禁された。その結果、国内は言論・結社・言語の自由が保障され、国民党以外の政党が合法的に誕生するようになった。

### 民主化・正副総統の直接選挙へ
1988年の蔣経国の死後、副総統であった李登輝（後の中国国民党主席）が総統に就任し、中華民国憲法増修条文制定と動員戡乱時期臨時条款の廃止、万年国会の解散など、中華民国の民主化を本格的に推し進めていった。その帰結が、1996年3月23日に実施された中華民国史上初めての国民の直接選挙による正副総統の選出である。
これにより、中華民国政府が「中国全土を統治する政府」から「実効支配地域（自由地区）を代表する政府」へと事実上変化し、同時に1928年から続いてきた国民党一党独裁政権が終焉を迎えた。これにより、台湾では選挙による政権交代が確立し、台湾住民の民意に基づいた民主的な政体へと変化することとなる。